# The Fall of an Empire
The Fall of an Empire je studiové album francouzské kapely Fairyland.

## Seznam skladeb
1. „Endgame“ - 1:16
2. „The Fall Of An Empire“ - 5:55
3. „Lost In The Dark Lands“ - 6:01
4. „Slaves Forlorn“ - 1:11
5. „The Awakening“ - 4:51
6. „Eldanie Uelle“ - 5:21
7. „Clanner Of The Light“ - 6:07
8. „To The Havenrod“ - 1:05
9. „The Walls Of Laemnil“ - 5:57
10. „Anmorkenta“ - 6:01
11. „In Duna“ - 5:02
12. „The Story Remains“ - 10:38
13. „Look Into Lost Years“ - 3:13